# TEENAGE-映画「月と嘘と殺人」スピンオフ-
『TEENAGE-映画「月と嘘と殺人」スピンオフ-』（ティーンエッジ-えいが「つきとうそとさつじん」スピンオフ-）は、サスペンス映画「月と嘘と殺人」のドキュメンタリータッチのスピンオフストーリー。2010年1月20日に発売された。

## スタッフ
- 発売：「月と嘘と殺人」フィルムパートナーズ
- 販売：ポニーキャニオン
- 本編映像：約20分
- 特典映像：約32分（映画「月と嘘と殺人」メイキング）

## キャスト
- 真山明大
- 森陽太
- 池田竜治
- 佐藤永典